# Norland (Schiff)
Die Norland war ein 1974 in Dienst gestelltes Fährschiff der britischen Reederei North Sea Ferries, welches für das Unternehmen bis 1987 auf der Strecke von Kingston upon Hull nach Rotterdam und anschließend bis 2002 von Kingston upon Hull nach Zeebrugge im Einsatz war. Seit März 2002 wurde die Fähre als SNAV Sicilia für die italienische Reederei Società Navigazione Alta Velocità zwischen Neapel und Palermo genutzt. Nach der Ausmusterung des Schiffes im Oktober 2010 folgte ab November desselben Jahres der Abbruch im indischen Alang.

## Geschichte
Die Norland entstand unter der Baunummer 972 in der Werft der AG Weser in Bremerhaven und lief am 13. Oktober 1973 vom Stapel. Nach der Ablieferung an North Sea Ferries am 7. Juni 1974 folgte drei Tage später die Indienststellung auf der Strecke von Kingston upon Hull nach Rotterdam. Im Dezember desselben Jahres folgte das Schwesterschiff Norstar.
Im April 1982 wurde die Norland als Truppentransporter von der britischen Regierung für den Einsatz während des Falklandkriegs beschlagnahmt. Sie gehörte einem von der Invincible geführten Konvoi an und geleitete hierbei das Passagierschiff Canberra. Auch die bei Kampfhandlungen versenkte Antelope war Teil dieses Verbands. Nach der Rückkehr nach England und einem zweimonatigen Werftaufenthalt nahm die Fähre am 20. April 1983 wieder den Dienst zwischen Kingston upon Hull und Rotterdam auf.

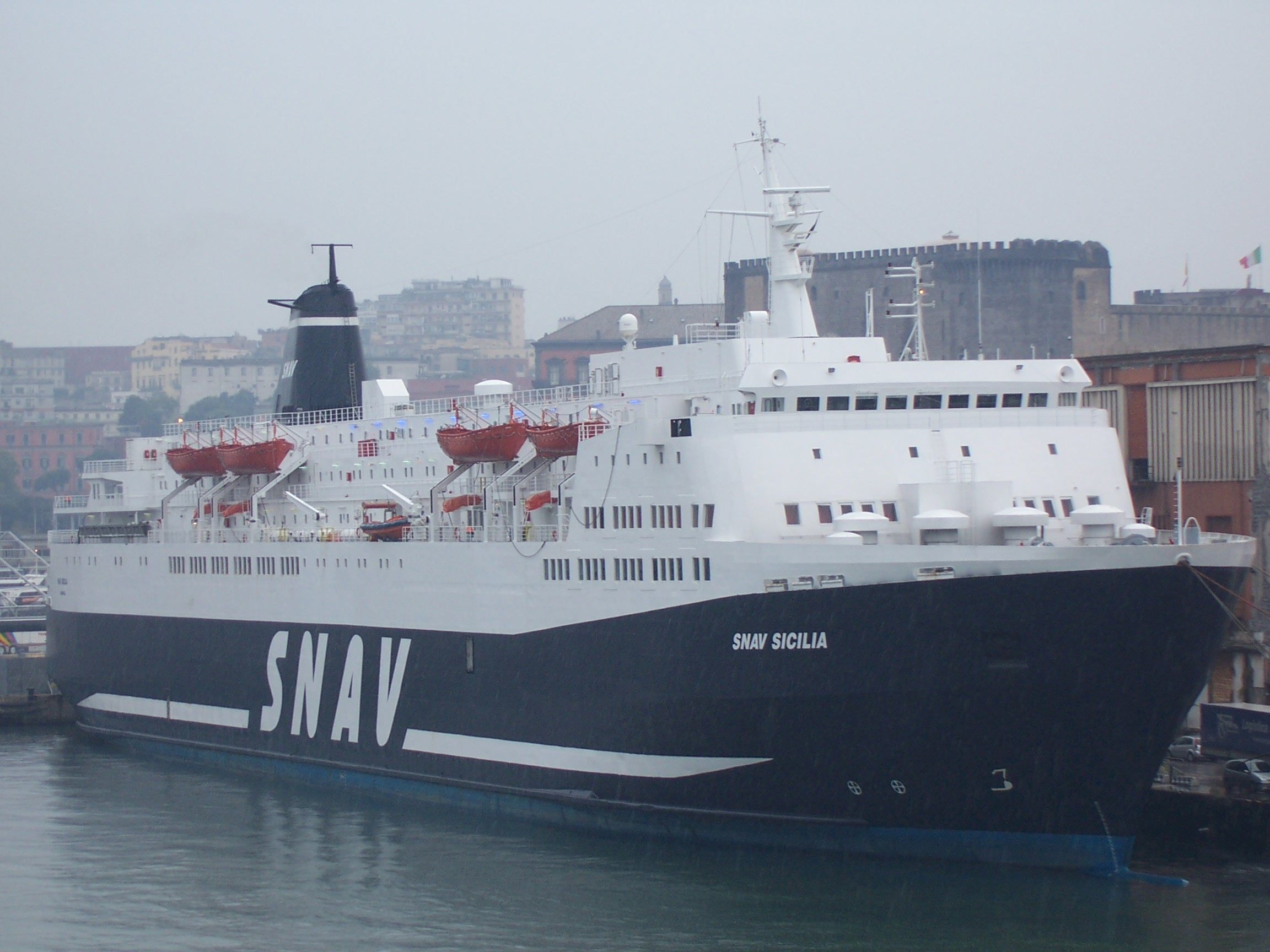
Als SNAV Sicilia in Neapel, September 2007

Am 7. Juni 1985 erlitt die Norland schwere Beschädigungen, als sie vor Hoek van Holland einem manövrierunfähigen Frachter auswich und hierbei Grundberührung hatte, wodurch ein 15 Fuß langer Riss in der Steuerbordseite entstand. Die Reparaturarbeiten am Schiff dauerten über drei Monate an.
Ab Mai 1987 wurde die Norland in der Werft von Schichau Seebeck in Bremerhaven um etwa 20,5 Meter verlängert. Am 1. Juli 1987 folgte die erneute Indienststellung mit Zeebrugge als neuen Zielhafen. 1994 erforderte die International Convention for the Safety of Life at Sea eine Reduzierung der Fracht- und Passagierkapazität des Schiffes, wodurch diese trotz der Verlängerung im Vergleich zur Indienststellung 1974 sank. Ab 1996 gehörte die Fähre der Peninsular and Oriental Steam Navigation Company.
Nach einer letzten Überfahrt am 28. Februar 2002 wurde die Norland im März an die italienische Società Navigazione Alta Velocità verkauft und in SNAV Sicilia umbenannt. Am 25. Mai 2002 erfolgte die Indienststellung des Schiffes zwischen Neapel und Palermo.
Nach acht Jahren im Dienst für diesen Betreiber folgte am 1. Oktober 2010 die Ausmusterung der Fähre. Noch im selben Monat ging die SNAV Sicilia zum Abbruch ins indische Alang, wo sie am 30. Oktober eintraf. Die Abwrackarbeiten begannen im November 2010.